# Mekongstelze
Die Mekongstelze (Motacilla samveasnae) ist eine Singvogelart aus der Familie der Stelzen und Pieper. Sie ist im Nordosten Kambodschas und im Süden von Laos endemisch, wo sie an fels- und gebüschdurchsetzten Wildwasserabschnitten im Einzugsbereich des Mekong vorkommt. Die schwarzweiße Stelzenart wurde erst 2001 beschrieben und wird aufgrund ihres kleinen Verbreitungsgebiets und verschiedener geplanter Staudammprojekte in der Mekongregion von der IUCN auf der Vorwarnliste geführt („near threatened“). Unterarten werden nicht beschrieben.

## Beschreibung
Die Mekongstelze erinnert stark an die afrikanische Witwenstelze, ist aber mit 17,0–17,5 cm Körperlänge kleiner. Der schwarze Schnabel ist mit etwa 19 mm Länge verhältnismäßig länger. Die Flügellänge liegt zwischen 80 und 87 mm, die Schwanzlänge zwischen 75,0 und 81,5 mm.
Beim adulten Männchen ist die Oberseite überwiegend schwärzlich bis schwarzbraun. Dazu kontrastieren weiß ein breiter Überaugenstreif, Kinn und Kehle sowie ein halbmondförmiger Fleck an den Halsseiten. Im Unterschied zur Witwenstelze reicht der schwarze Scheitel bis auf die Stirn und zum Schnabel, das schwarze Brustband an der Oberkante bis auf die Kehle. Die Unterseite ist weiß. Das Flügel- und das Schwanzgefieder ähneln stark dem der Witwenstelze, ersteres ist also überwiegend braunschwarz mit weißen Säumen, der schwärzliche Schwanz zeigt weiße Außenkanten. Die Unterscheidungsmerkmale sind gering. Unter anderem zeigen die großen Armdecken bei den meisten Individuen dunkle Federzentren. Nur bei einigen Exemplaren wirken sie als komplett weißes Flügelfeld.
Weibchen zeigen meist auf der Oberseite eine eher braunschwarze bis braungraue Färbung. Diese kontrastiert stark zu den schwarzen Zügeln, Ohrdecken und dem Brustband. Im relativ hellen, oberseits graubraunen Jugendkleid sind Kopf- und Brustmuster nicht so deutlich ausgeprägt wie bei adulten Vögeln. Vögel im ersten Winter ähneln – soweit bekannt – den Weibchen, zeigen aber weniger weiß im Flügel.

## Stimme
Der Flugruf der Mekongstelze ist ein kurzes, scharfes dzier, das manchmal auch zweisilbig oder bei Erregung gereiht vorgetragen wird. Er ist wenig stelzentypisch und erinnert eher an entsprechende Rufe von Strand- oder Wasserpieper. Weitere Rufe, die meist von sitzenden Vögeln abgegeben werden, sind kurz, dünn und weich, wie etwa tsiep oder tsriu.
Beim Gesang gibt es zwei Typen: eine häufig zu hörende, einfache und eine komplexere Variante. Beide haben offenbar sowohl eine Bedeutung bei der Revierverteidigung als auch bei der Balz. Der einfache Gesang besteht aus schnellen Strophen kurzer, hoher Töne, die mit einigem Abstand vorgetragen werden. Die komplexere Variante besteht aus schnellen Läufen hoher Töne, die zudem zahlreiche langgezogene, teils summende Laute enthalten. Sie erinnert an den Gesang des Erlenzeisigs.

## Verbreitung und Bestand
Die Mekongstelze ist im Einzugsbereich des unteren Mekong in Südlaos und Nordostkambodscha endemisch, wo sie auch an den Zuflüssen Kong, Pian, San und Srepok vorkommt. Die Überwinterungsgebiete der Art sind unbekannt. Außerhalb der Brutzeit wurden bisher lediglich zwei Exemplare im Dezember in der Provinz Ubon Ratchathani im Nordosten Thailands angetroffen. Der Bestand wird auf unter 20.000 Individuen geschätzt. Da die Art unanfällig gegen menschliche Störungen ist und die benötigten Habitate nicht direkt bedroht sind, ist der Bestand vermutlich recht stabil. Längerfristige Bedrohungen liegen in der Planung zahlreicher Staudammprojekte entlang des Mekong, so dass die IUCN die Art auf die Vorwarnliste stellt.

## Lebensraum
Die Mekongstelze brütet an breiten Flüssen des Tieflands unter 110 m Höhe, wo in sehr schnell fließenden Bereichen felsige, buschbestandene Inseln und Kiesbänke ausgeprägt sind. Die Art meidet Waldgebiete und hält sich nur selten auf offenen Uferflächen wie beispielsweise Sandbänken oder Schwemmland auf. Während des Hochwassers im August und September stehen die Habitate der Mekongstelze meist komplett unter Wasser. Aus diesem Zeitraum gibt es nur eine Beobachtung eines Vogels, der auf einem herausragenden Busch inmitten der Hochwassermassen saß. Anders als die meisten Stelzen trifft man die Art oft bei der Nahrungssuche im Gesträuch an, wo sie auf Zweigen herumläuft und Nahrung aufpickt.

## Systematik
Da die Mekongstelze der afrikanischen Witwenstelze sehr ähnlich ist, wäre es möglich, dass es sich um eine Unterart der letzteren Art handelt. Stimmliche, ökologische und mauserbezogene Merkmale unterscheiden sie aber sehr deutlich von den beiden Unterarten der Witwenstelze. Hinzu kommt die Tatsache, dass das Verbreitungsgebiet der Mekongstelze von dem der Witwenstelze weit entfernt liegt. Untersuchungen der mitochondrialen DNA deuten zudem darauf hin, dass die Mekongstelze näher mit allen anderen schwarzweißen Stelzenarten verwandt ist als mit der Unterart M. a. vidua der Witwenstelze. Die Nominatform M. a. aguimp fehlte allerdings in der Untersuchung.